# Huracán Dog (1950)
El huracán Dog fue el ciclón tropical más intenso de la temporada de huracanes del Atlántico de 1950. Como cuarta tormenta de dicha temporada, Dog se desarrolló el 30 de agosto, al este de Antigua, y después de pasar por las Antillas Menores norteñas, giró hacia el Norte y subió al estado de Categoría 5 pero fue re-analizado en 2014 como categoría 4. Dog alcanzó sus velocidades máximas de 295 km/h en el Atlántico abierto, y tras debilitarse pasó el cabo Cod y, 300 km después, fue declarado extratropical.
El huracán Dog causó graves daños en las islas de Sotavento, y fue considerado como el huracán más duro registrado en Antigua. Muchos edificios fueron destruidos o sufrieron serios daños en la isla, dejando a miles de personas desamparadas en las calles, semanas después de que el huracán Baker también hubiera asolado la isla. En los Estados Unidos, el huracán no causó daños demasiado severos en las costas, aunque sí hubo desperfectos en varios barcos y hasta once ahogamientos en mar abierto. Fuertes vientos causaron paros del suministro eléctrico a lo largo del sudeste de Nueva Inglaterra. Las pérdidas causadas a lo largo de todo el temporal rondaron los $3 millones de dólares estadounidenses de 1950 (25,7 millones de dólares en 2007).

## Historia meteorológica
La tormenta tropical Dog fue catalogada en primer lugar como una tormenta tropical el 30 de agosto, con vientos de hasta 120 km/h, cuando el SS Sibrodin informó de vientos fuertes en un área de bajas presiones al sudeste de Antigua, aproximadamente a 515 kilómetros. Su origen es desconocido, aunque se cree que puede provenir de una onda tropical que abandonó la costa de África el 24 de agosto. Con altas presiones a su noreste, la tormenta se encaminó de oeste a noroeste, y logró el estado de huracán a principios del 31 de agosto. El huracán Dog giró hacia el noroeste el 1 de septiembre, y en este estado pasó por las Antillas Menores norteñas. Mientras el huracán pasaba cerca de dichas islas, la Isla de San Martín registró una presión de 978,7 mbar, la presión más baja registrada en asociación con el huracán.
Mediante pequeños vientos de gran escala, el huracán Dog se dirigió hacia el noroeste y se fue intensificando regularmente, y alrededor del 5 de septiembre alcanzó el estado de huracán de categoría 5, aproximadamente a 535 kilómetros al norte del extremo este de la República Dominicana. El huracán se reforzó después de girar hacia el nordeste, y en torno al 6 de septiembre los caza huracanes estimaron que los vientos más fuertes oscilaban alrededor de 295 km/h a 720 km al sudeste de las Islas Bermudas. Ya que en aquella época las prácticas de reconocimiento de huracanes eran todavía muy recientes, es posible que el huracán fuera sobrestimado. Aunque las medidas de la velocidad del viento no puedan ser exactas, el Dog era un impresionante huracán a su paso por el Atlántico occidental, ya que producía olas de más de 30,5 metros de altura.

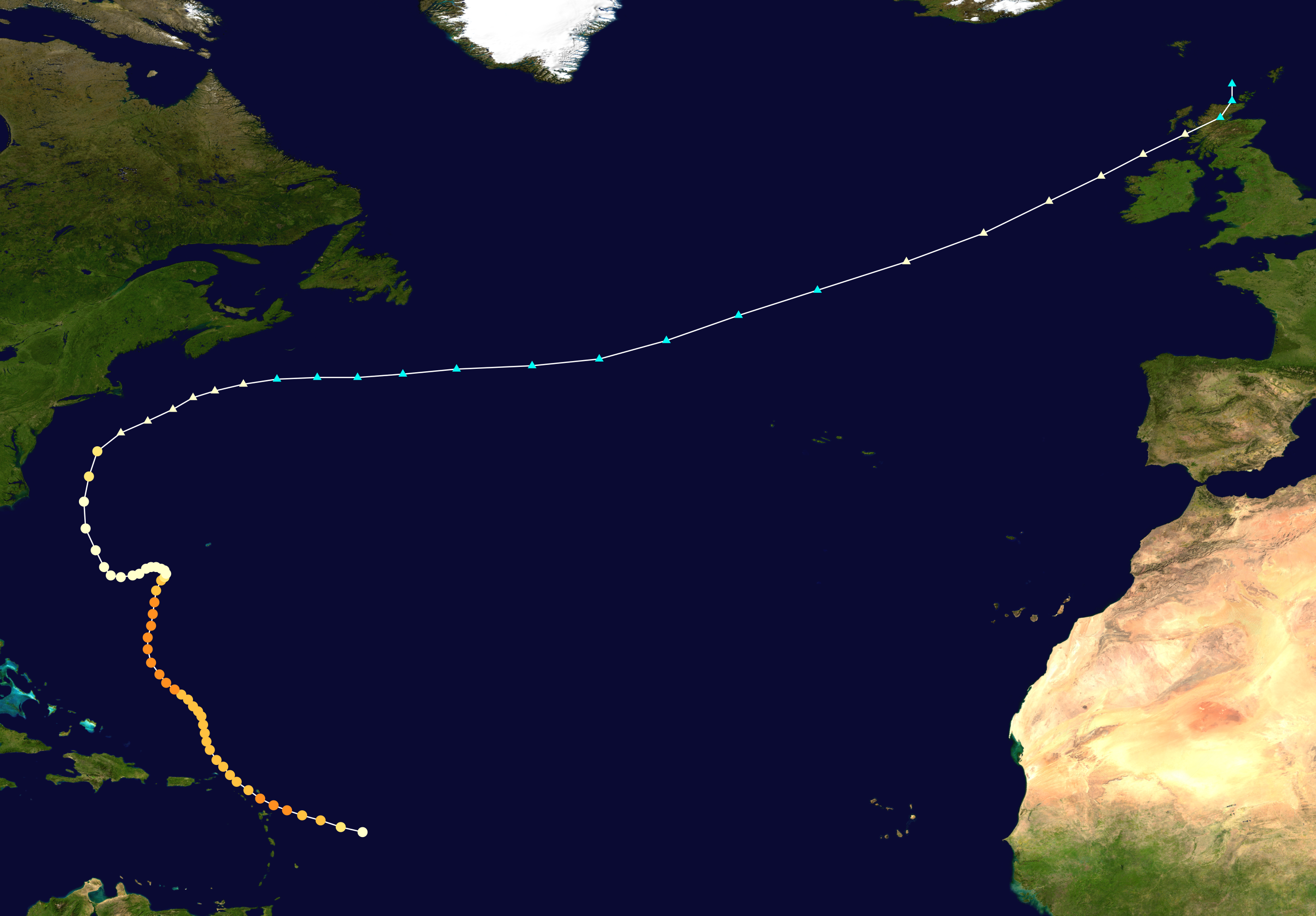
Trayectoria de la tormenta.

El huracán Dog mantuvo su máxima intensidad durante aproximadamente 18 horas. Un frente de altas presiones que se encontraba al norte causó su desaceleración y lo debilitó regularmente, y posteriormente, y por motivos desconocidos, giró hacia el oeste; hacia el 9 de septiembre, la intensidad de Dog había disminuido hasta los 145 km/h. 
El 10 de septiembre, como giró hacia el norte, el huracán Dog se intensificó de nuevo breve y ligeramente alcanzando velocidades de 160 km/h antes de debilitarse de nuevo. El huracán pasó a 320 km del cabo Cod el 12 de septiembre, y poco después se convirtió en un ciclón extratropical. Como ciclón extratropical giró hacia el este y más tarde al noreste, y el sistema persistió hasta perder finalmente su intensidad cerca de Irlanda el 16 de septiembre.

## Preparativos
En los Estados Unidos, la amenaza del huracán incitó a la Administración Nacional Oceánica y Atmosférica a emitir advertencias de fuertes vientos, mareas altas, y peligrosidad a la hora de hacer surf en los Outer Banks de Carolina del Norte a Maine. Al menos diecisiete barcos navales fueron trasladados intentando prevenir el huracán. Los policías del estado de Rhode Island advirtieron a los habitantes cercanos a las costas que estuvieran preparados para ser evacuados, si así lo requiriese la situación. Allí, los funcionarios también cerraron varias playas y cancelaron los viajes de ferry que se practicaban a lo largo de las vías fluviales del sur del estado. Durante el día en el que el huracán estuvo más próximo a los Estados Unidos, la Administración Nacional Oceánica y Atmosférica emitió advertencias desde Cape May, en Nueva Jersey, hasta Eastport, en Maine.

## Impacto

Impacto de una marejada ciclónica.

A su paso por las Antillas Menores, el huracán Dog produjo una marejada ciclónica de 2,4 m de altura en Antigua. Se estimó que los vientos sobre Antigua y Barbuda llegaron a los 210 km/h, con ráfagas de hasta 231 km/h registradas en Saint John's. En Antigua, donde los fuertes vientos del huracán persistieron durante seis horas, sus habitantes lo consideraron el huracán más destructivo de la historia de la isla. El huracán Dog dejó a miles de personas sin hogar en Antigua, justo pocas semanas después de que el huracán Baker causara severos daños en la isla.
Los daños causados en el conjunto de las Antillas Menores sumó un millón de dólares de 1950 (8,5 millones de dólares de 2007), la mayor parte en Antigua y Barbuda, incluyendo muchas casas dañadas o destruidas, cosechas arruinadas, carreteras o caminos bloqueados, árboles caídos, y paros del suministro eléctrico en las islas. El paso del huracán causó varios naufragios; dos personas se ahogaron cuando su pequeña barca zozobró. El huracán hizo naufragar un barco cerca de la isla de San Bartolomé, donde los daños ascendieron hasta los 70 000 dólares de 1950 (590 000 dólares de 2007).
En los estados de Mid-Atlantic, se registraron grandes niveles de precipitaciones, llegando a convertirse algunas en riadas. En Bel Aire, Maryland, un coche cayó dentro del río Gunpowder; tres personas se ahogaron en el coche y otra más salió herida. Otras dos personas se ahogaron en Lexington, Virginia. Aunque fuentes de periódicos atribuyeran las precipitaciones provocadas al huracán Dog, no confirmaron esto.
El huracán produjo mareas altas y peligrosidad a la hora de realizar surf a lo largo de la Costa Este de los Estados Unidos, con inundaciones costeras que se produjeron a lo largo de algunas playas en Rhode Island. El huracán hizo naufragar y dañó varios barcos a lo largo de la costa, incluyendo dos navíos grandes en Nantucket. En Marblehead, Massachusetts, el oleaje hizo encallar en tierra a quince navíos a lo largo de la costa. Cerca del cabo Cod, los daños que sufrieron los pescadores sumaron unos 150 000 dólares estadounidenses de 1950 ($1,3 millones de dólares en 2007). El oleaje a lo largo de Nantucket alcanzó los niveles más altos desde la temporada de huracanes del Atlántico de 1944. El huracán Dog produjo potentes ráfagas de viento a lo largo de varias zonas costeras de Nueva Inglaterra, lo que causó paros en el suministro eléctrico que afectó a quince ciudades del cabo Cod, a unos cientos de residencias de Nantucket, y a varias otras zonas del área. Además, los vientos huracanales destruyeron otros dos pequeños barcos y arrancaron varios árboles, algunos de los cuales bloquearon varios caminos. El huracán depositó precipitación moderadas a lo largo del sudeste de Massachusetts, desde 25 mm hasta entre 100 y 125 mm cerca de Nantucket. En Provincetown, un coche atropelló a una mujer, pero ni el conductor ni la peatón podían ver debido a la nula visibilidad a causa de la lluvia. En Falmouth un hombre quedó paralítico después de tocar un árbol mojado que estaba al lado de una torre de alta tensión. Los daños sumaron un total de aproximadamente $2 millones de dólares de 1950 ($17 millones de dólares de 2007), un total mucho inferior que si el huracán hubiera tocado tierra. En total, doce personas murieron en Nueva Inglaterra como consecuencia del huracán.

## Nombre, récords y secuelas
Durante las temporadas de 1950, 1951, y 1952, los huracanes del Atlántico eran llamados usando el alfabeto fonético conjunto Ejército/Armada. Sin embargo, el huracán Dog era nombrado como «el gran huracán del Atlántico Central» en los periódicos, de hecho, su nombre oficial rara vez era usado. Normalmente, los huracanes no fueron llamados por su nombre oficial hasta 1952.
El huracán Dog conservó el récord de ser el huracán del Atlántico que más había durado en el estado de Categoría 5 hasta que el huracán Allen pasara más tiempo como huracán de dicha categoría. El 4 de septiembre de 1950, el huracán Dog era uno de los tres huracanes que atravesaban simultáneamente el Atlántico junto con Easy y Charlie. Este tipo de acontecimiento ocurre rara vez en el océano Atlántico, y solo ha pasado seis veces desde 1950 —en 1961, 1967, 1980, 1995, 1998, y 2005—. Este suceso también ocurrió por segunda vez en la temporada de 1950 durante el 31 de agosto, cuando estaban activos los huracanes Baker, Charlie y Dog.
Además, el Dog es uno de los tres huracanes de Categoría 5 que no han tocado tierra según la base de datos histórica. Los otros dos fueron Easy y Cleo, los cuales también tuvieron lugar en los años 1950.
Después del paso del huracán, el periódico The Daily Gleaner solicitó a sus lectores que cooperaran en la recolección de fondos que estaban realizando para ayudar a Antigua. Cuatro días después del paso del huracán, los fondos sumaban un total de 171 000 libras esterlinas de 1950 ($2,5 millones de dólares de 2007). Un funcionario de Antigua declaró que el país «apreciaba la ayuda voluntaria del extranjero, sobre todo los alimentos y la ropa». Estados Unidos también envió ayudas a las islas afectadas.